# Isodon hispidus
Isodon hispidus là một loài thực vật có hoa trong họ Hoa môi. Loài này được (Benth.) Murata mô tả khoa học đầu tiên năm 1969.